# Andrew Heiskell
Andrew Heiskell, né le 13 septembre 1915 à Naples et mort le 6 juillet 2003 à Darien, est président de Time Inc.. Andrew Heiskell contribue à sauver la New York Public Library et Bryant Park de la misère et du déclin et contribue à fournir des logements à prix modérés à grande échelle à New York.

## Biographie
Andrew Heiskell est né le 13 septembre 1915 à Naples, en Italie. Ses parents avaient quitté Wheeling, en Virginie-Occidentale, pour s'installer à Capri en tant qu'expatriés américains. Sa mère, Ann Hubbard, était la fille de l'homme qui dirigeait Wheeling-Pittsburgh Steel (en). Son père, Morgan Heiskell, était le fils du propriétaire d'un commerce de gros. Selon Andrew Heiskell, la famille de sa mère faisait partie de la « haute société » et celle de son père de la « moyenne société ».